# Гербовник Конрада фон Грюненберга
«Гербовник Конрада фон Грюненберга» (нем. Wappenbuch Konrad Grünenberg) — книга, сборник гербов, составленный геральдиком Конрадом фон Грюненбергом в 1482—1483 годах для императора Священной Римской империи Фридриха III, один из самых популярных средневековых европейских гербовников, содержащий несколько сотен цветных изображений и их описаний.
Написан на среднем верхненемецком языке.
На страницах гербовника изображены гербы баронов, герцогов, маркграфов, архиепископов, больших и малых свободных городов, рыцарских орденов со всей Германии, а также гербы королевских династий Европы и сцены из рыцарских турниров.
В настоящее время хранится в Берлине. Гербовник входил в библиотеку герцогов Баварских и, вероятно, принадлежал герцогу Баварии Вильгельму IV (1493—1550).

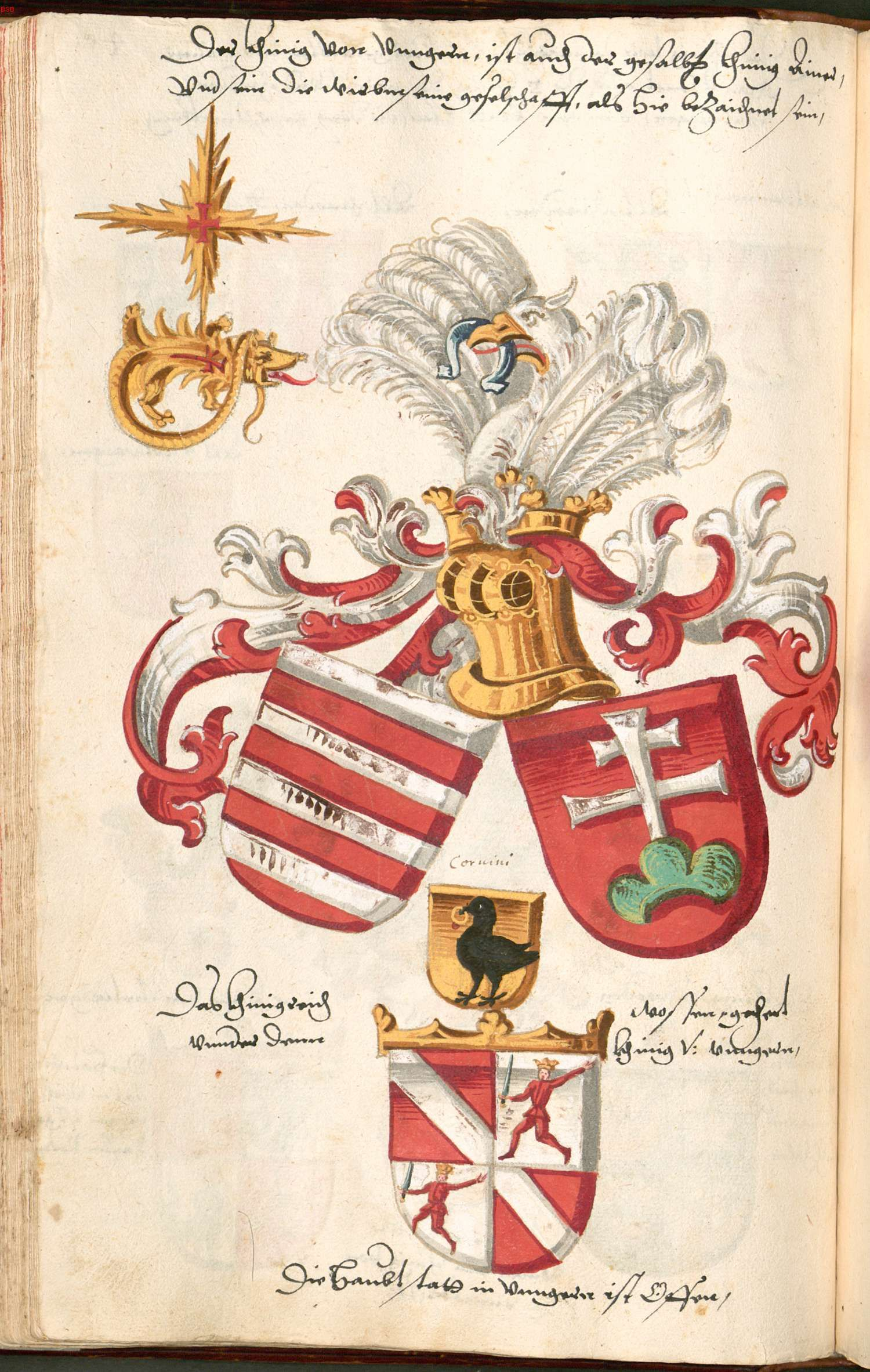
Герб Венгерского королевства
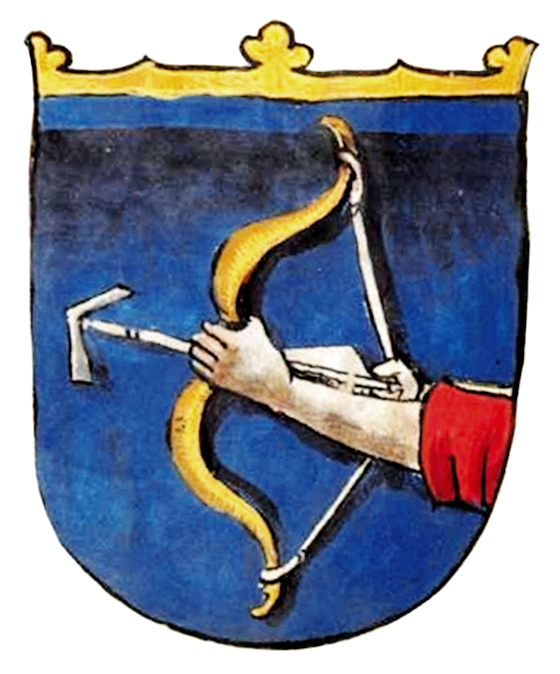
Герб Киева
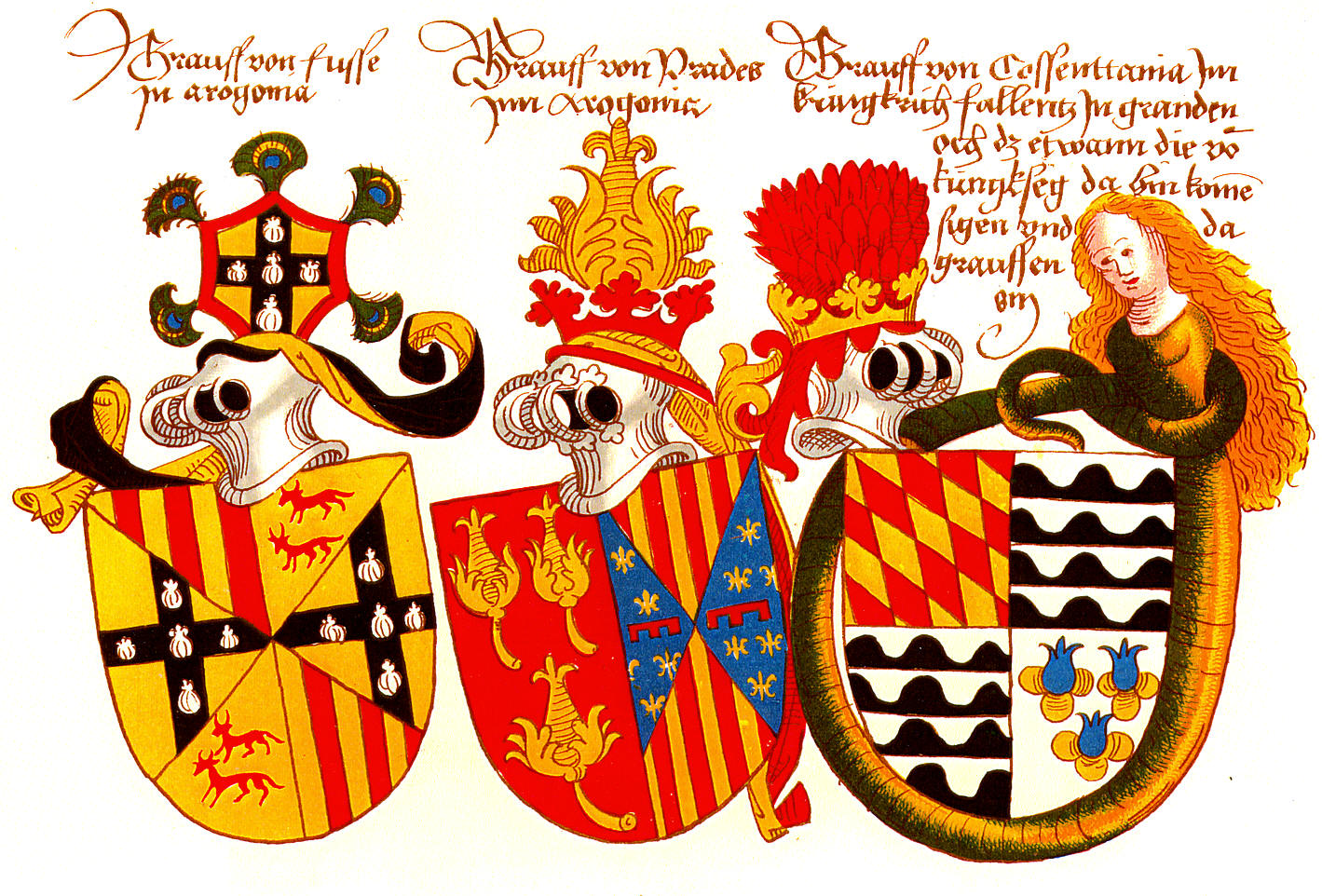
Дворянские гербы
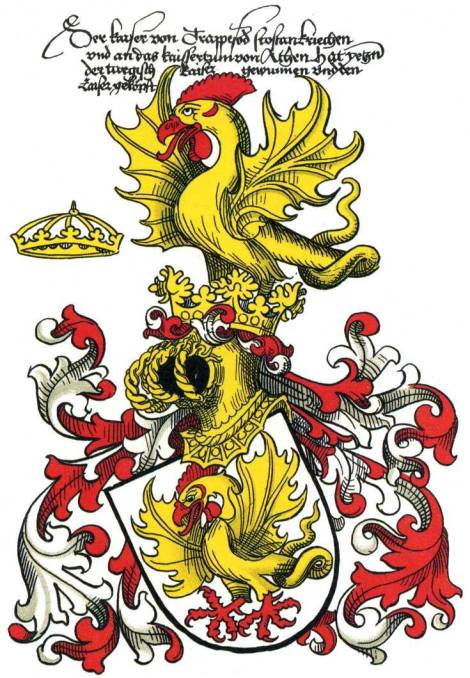
Герб Трабзона
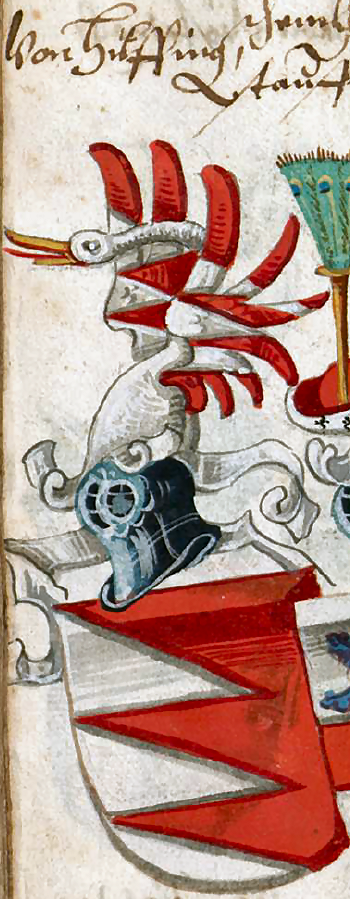
Герб дворянского рода Хайльфинген
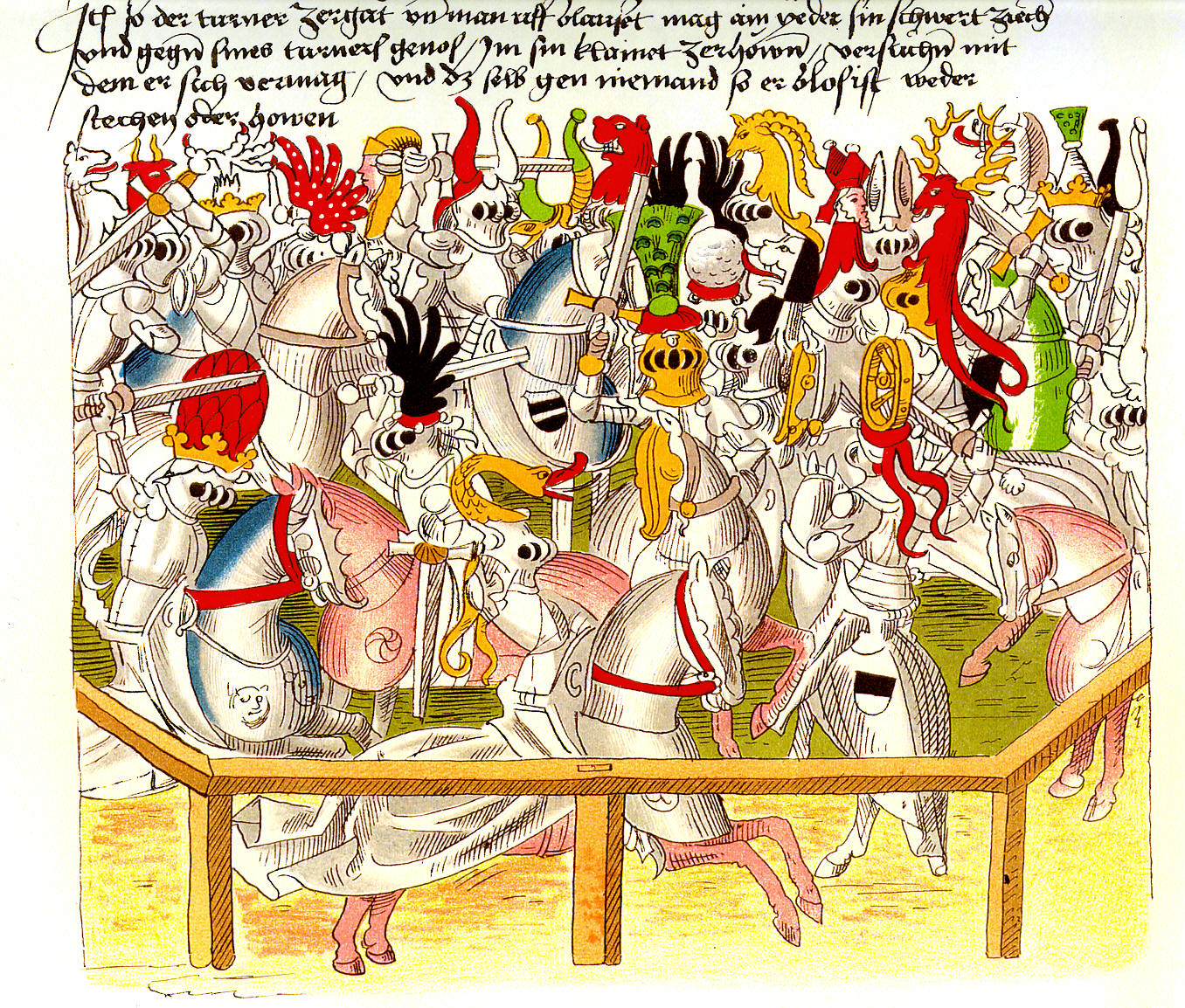
Групповой рыцарский турнир
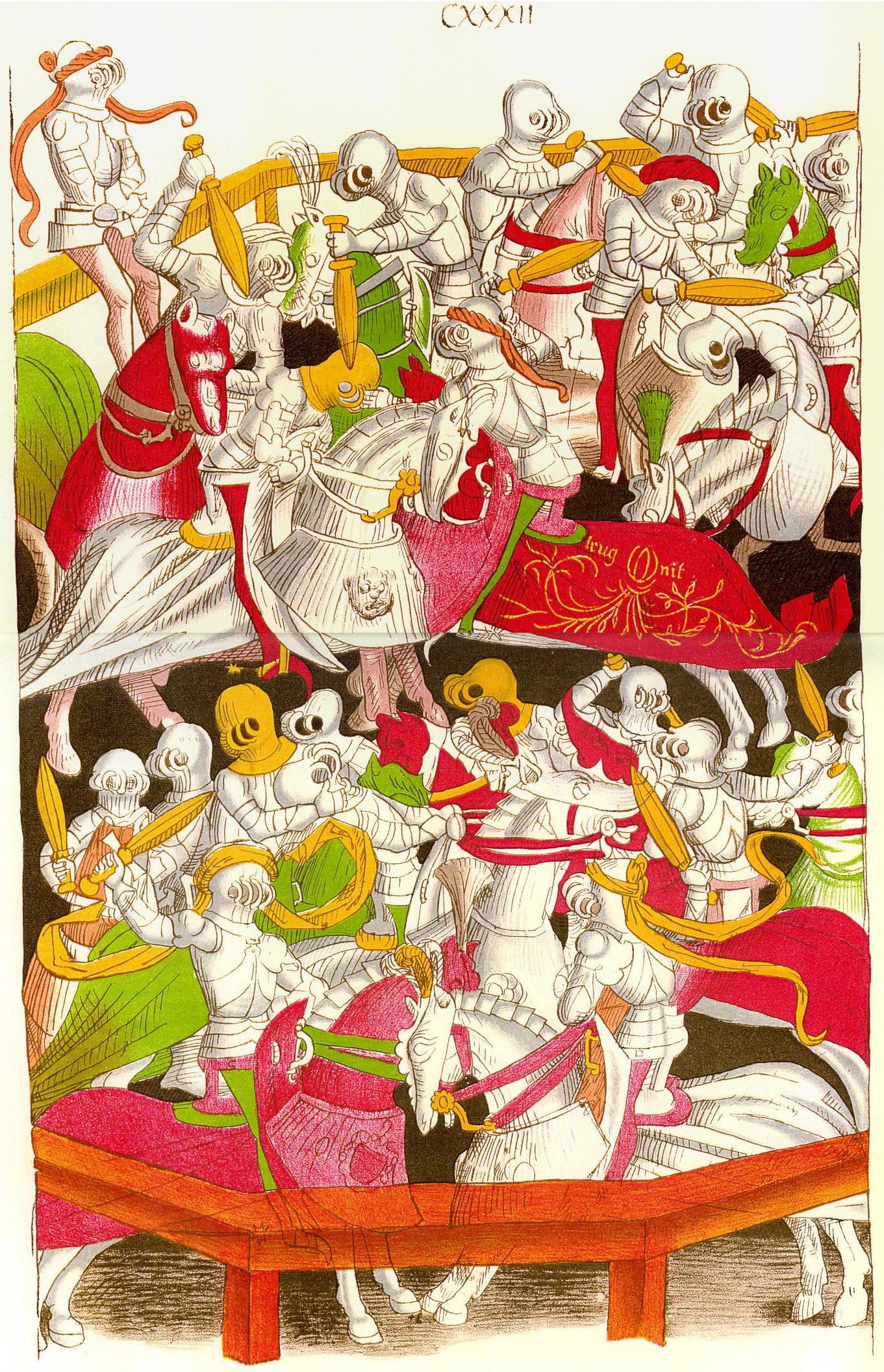
Турнир на булавах